# Black Mask (DC)
Black Mask (Roman Sionis) is een fictieve superschurk die voorkomt in de stripboeken van DC Comics. Black Mask komt vooral voor in de verhalen van Batman. Black Mask werd bedacht door Doug Moench en Tom Mandrake voor Batman #386 (augustus 1985). Black Mask is een criminele misdaadbaas uit Gotham City die veel plezier heeft in het martelen van zijn vijanden.

## Biografie
Roman Sionis is een crimineel geboren uit een bekende criminele familie uit Gotham City. Roman werd groot in de criminele onderwereld door zijn verkoop van drugs en sigaretten. Echter is hij ook goed in het martelen van zijn vijanden. Batman is hierdoor al vaak tegenover Black Mask komen te staan.

## In andere media

### Films
- Black Mask verscheen in de animatie film Batman: Under the Red Hood (2010). In de film heeft Black Mask de volledige macht over Gotham City. De schurk Red Hood wil Black Mask vermoorden waardoor Black Mask daar een stokje voor probeert te steken. Hij bevrijdt de Joker uit het Arkham Asylum die Red Hood moet gaan vermoorden. De stem van Black Mask werd ingesproken door Wade Williams.
- Black Mask verscheen in de animatie film Batman: Bad Blood (2016). De stem van Black Mask werd ingesproken door Steven Blum.
- Black Mask verscheen in de live-action film Birds of Prey. In de film wordt Black Mask echter alleen maar bij zijn echte naam Roman Sionis genoemd. De rol van Roman Sionis wordt gespeeld door Ewan McGregor. In de film heeft Sionis zijn eigen nachtclub in Gotham City. Nadat zijn bijzondere diamant gestolen wordt door Cassandra Cain zet hij een premie op haar hoofd. Uiteindelijk beschermen Harley Quinn, Huntress, Black Canary en politie agente Renee Montoya Cassandra Cain tegen Roman Sionis en zijn hulpjes. In de film is seriemoordenaar Mr. Zsasz Sionis's rechterhand en wordt er gehint naar een liefdesrelatie tussen de twee personages.

### Televisieseries
- Black Mask komt voor in de animatieserie The Batman. De stem van Black Mask werd ingesproken door James Remar.
- Black Mask komt voor in de animatieserie Batman: The Brave and the Bold. De stem van Black Mask werd ingesproken door John DiMaggio.
- Black Mask komt voor in de live-action televisieserie Gotham. In de serie wordt Roman Sionis echter Richard Sionis genoemd. Hij organiseert gevechten tot de dood waarbij de winnaar een hogere positie krijgt binnen het bedrijf van Sionis. Richard Sionis wordt uiteindelijk vermoord door Tabitha Galavan. Richard Sionis werd gespeeld door Todd Stashwick.

### Videospellen
- Black Mask komt voor in Batman: Dark Tomorrow. De stem van Black Mask werd ingesproken door Tom McKeon.
- Black Mask in een belangrijk personage in de Batman: Arkham-spellen. Het eerste spel waarin Black Mask een verschijning maakt is Batman: Arkham City waarin Black Mask werd ingesproken door Nolan North. In het spel wordt verteld dat Black Mask de enige persoon is die uit Arkham City is weten te ontsnappen. In het begin van het spel is Black Mask echter gewoon te zien. Hij wordt geslagen door de bewakers van Hugo Strange (de TYGER guards) die Black Mask opnieuw hebben weten te vangen. Ook verschijnt Black Mask in enkele zogenoemde challenge maps.
- Het tweede spel waarin Black Mask een verschijning maakt is Batman: Arkham Origins waarin Black Mask werd ingesproken door Brian Bloom. In dit prequel spel blijkt de Joker zich voor te doen als Black Mask nadat hij Black Mask's vriendin heeft vermoord. Als Black Mask huurt de Joker een aantal huurmoordenaars in (Bane, Firefly, Copperhead, Deathstroke, Killer Croc, Deadshot, Lady Shiva, The Electrocutioner) om Batman te vermoorden. Roman Sionis wordt vastgehouden in zijn eigen staalfabriek door Copperhead. Later kan Batman in een zij-missie de containers van Black Mask kapot maken waarna er een gevecht is in de Gotham kerk tussen de echte Black Mask en Batman.
- Het laatste spel waarin Black Mask voorkomt in Batman: Arkham Knight waarin Black Mask weer werd ingesproken door Brian Bloom.